# Deísmo cristão

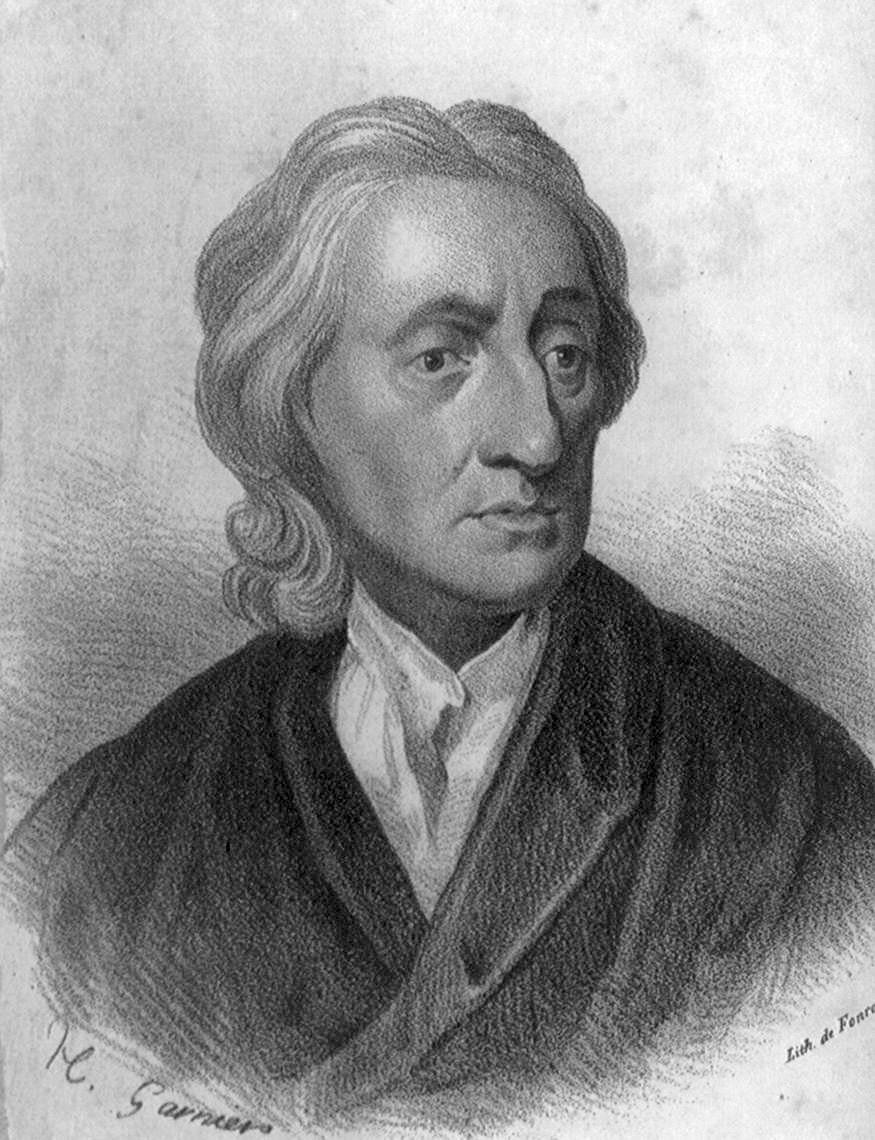
John Locke é frequentemente creditado por sua influência no deísmo cristão

O deísmo cristão é uma posição na filosofia da religião que surge do cristianismo e do deísmo. Refere-se aos deístas que acreditam nos ensinamentos morais - mas não na divindade - de Jesus. Corbett e Corbett (1999) citam John Adams e Thomas Jefferson como exemplos.
A primeira utilização encontrada do termo deísmo cristão em inglês impresso é em 1738, em um livro de Thomas Morgan, aparecendo cerca de dez vezes até 1800. O termo deísta cristão é encontrado tão cedo quanto 1722, em Christianity Vindicated Against Infidelity por Daniel Waterland (ele chama isso de um uso incorreto da linguagem), e adotado mais tarde por Matthew Tindal em sua obra de 1730, Christianity as Old as the Creation.
O deísmo cristão é moldado tanto pelo cristianismo quanto pelas duas formas principais de deísmo: a clássica e a moderna. Em 1698, Matthew Tindal, um escritor inglês, publicou um panfleto intitulado "A Liberdade de Imprensa" adotando a perspectiva deísta cristã.[carece de fontes?]
A filosofia adota os princípios éticos e os ensinamentos não místicos de Jesus, mas rejeita a ideia de que ele era uma divindade. Estudiosos dos Pais Fundadores dos Estados Unidos "geralmente classificam a religião desses líderes em uma de três categorias: deísmo não cristão, deísmo cristão e cristianismo ortodoxo." John Locke e John Tillotson foram especialmente influentes no deísmo cristão através de seus escritos. Possivelmente a pessoa mais famosa a adotar essa posição foi Thomas Jefferson. Ele exaltou o "Deus da natureza" na "Declaração de Independência" (1776) e editou a "Bíblia de Thomas Jefferson", uma versão da Bíblia da qual ele removeu todas as referências a revelações e intervenções milagrosas de uma divindade.
Em uma carta de 1803 para Joseph Priestley, Jefferson relata que teve a ideia de escrever sua interpretação do "sistema cristão" durante uma conversa com Benjamin Rush entre 1798 e 1799. Ele sugere começar com uma análise da moral dos filósofos antigos, seguir para o "deísmo e ética dos judeus" e finalizar com os "princípios de um deísmo puro" ensinados por Jesus, "deixando de lado a questão de sua divindade e até mesmo de sua inspiração".
Os deístas cristãos não veem contradição em adotar os valores e ideais ensinados por Jesus sem acreditar em sua divindade. Sem dar exemplos específicos, um autor comenta: "Vários pensadores influentes dos séculos XVII e XVIII se autodenominavam 'deístas cristãos' porque aceitavam tanto a religião cristã baseada na revelação quanto uma religião deísta baseada na razão natural. Esta forma de deísmo era compatível com o cristianismo, mas independente de qualquer autoridade revelada. Os deístas cristãos frequentemente aceitavam a revelação porque ela podia ser harmonizada com a religião natural ou racional."

## Visão geral

### Deísmo
O deísmo é uma posição teológica humanista (embora englobe uma ampla variedade de pontos de vista) sobre a relação de Deus com o mundo natural, que surgiu durante a revolução científica da Europa do século XVII e passou a exercer uma poderosa influência durante o Iluminismo do século XVIII. Os deístas rejeitam o ateísmo, e houve diversos tipos diferentes de deístas nos séculos XVII e XVIII.
O deísmo afirma que Deus não intervém no funcionamento do mundo natural de forma alguma, permitindo que ele siga as leis da natureza que Ele configurou quando criou todas as coisas. Como Deus não controla ou interfere em Sua Criação auto-sustentável, seus sistemas componentes trabalham em conjunto para alcançar os processos naturais equilibrados que compõem o mundo físico. Como tal, os seres humanos são "agentes livres em um mundo livre". Um "agente livre" é alguém que tem autoridade e habilidade para escolher suas ações e que pode cometer erros, e um "mundo livre" é aquele que opera ordinariamente como foi projetado para operar e permite que as propriedades consequentes de falhas e acidentes sejam experimentadas por seus habitantes. Deus é concebido, portanto, como totalmente transcendente e nunca imanente. Para os deístas, os seres humanos só podem conhecer a Deus através da razão e da observação da natureza, mas não pela revelação ou manifestações sobrenaturais (como milagres) - fenômenos que os deístas observam com cautela, se não com ceticismo.

O deísmo cristão é apenas um entre diversos ramos do deísmo que se desenvolveram ao longo da história::
Ao longo do tempo, houve outras escolas de pensamento formadas sob a égide do deísmo, incluindo o deísmo cristão, a crença em princípios deístas juntamente com os ensinamentos morais de Jesus de Nazaré, e Pandeísmo, uma crença de que Deus se tornou o universo inteiro e não não existe mais como um ser separado.

### História
Williston Walker, em A History of the Christian Church, escreveu: "Em sua forma mais suave, emergiu como 'supernaturalismo racional', mas em seu desenvolvimento central assumiu a forma de um Deísmo Cristão completo, enquanto sua ala radical se voltava contra a religião organizada como Deísmo anti-cristão". "O deísmo inglês, em geral, era um Deísmo Cristão cauteloso, em grande parte restrito em sua influência às classes superiores. Mas um Deísmo anti-cristão radical, militante em seu ataque ao cristianismo organizado, embora com poucos apoiadores, o acompanhou."

Um dos primeiros deístas cristãos escreveu:
Para esses Filósofos, Deus faz e governa um Mundo natural capaz de se governar por si só, e que também poderia ter se feito, caso não tivessem feito um cumprimento desnecessário e insignificante ao Criador. Mas espero que eles melhorem seu Esquema e compensem essa Questão em honra própria, e não finjam dizer que Deus fez um Mundo necessário, ou um Sistema auto existente de Criaturas. No entanto, este é o Esquema filosófico do Ateísmo, que seus Patronos gostariam de chamar de Deísmo, e no qual os Judeus Cristãos ou Cristãos Judeus os auxiliam, ao se juntarem inadvertidamente ao mesmo Clamor. Mas se isso não é um belo Esquema de Filosofia, que o Deísmo Cristão seja considerado uma estranha Espécie de Religião, e que os Judeus Cristãos sejam para sempre ortodoxos, e permitidos como os únicos homens religiosos no Mundo. É certo que se Deus governa Agentes morais de alguma forma, Ele deve governá-los pela Esperança e pelo Medo, ou por meio de uma Aplicação sábia e adequada de Recompensas e Punições, conforme as diferentes Circunstâncias das Pessoas e os Fins do Governo exijam. E essas Recompensas e Punições não podem ser as Consequências naturais e necessárias das próprias Ações, visto que todos devem ver que isso não seria nenhum Governo, e que o Caso, nesse Aspecto, deve ser o mesmo, quer suponhamos alguma Justiça reitoral, ou alguma Presença ou Operação de Deus no Mundo ou não. E, no entanto, isto que na verdade não é governo, é toda a Providência geral que alguns parecem dispostos a permitir. Mas, como esses Senhores são todos filósofos profundos e acima da ignorância grosseira do rebanho comum, eu apenas lhes pergunto: Quais são as Leis da Natureza? Qual é a Lei da Gravidade, a Lei da comunicação de Movimento de um Corpo para outro por Impulso, e a Lei da Vis-Inércia dos Corpos? Essas são Propriedades naturais, essenciais e inerentes dos Corpos em si mesmos, ou são os Efeitos regulares de alguma Causa universal e extrínseca que age incessantemente sobre todo o Sistema material, por meio de tais e tais Leis gerais e Condições de Ação?
Outro escreveu:
Isso pode dar ao leitor uma ideia da franqueza e sinceridade deste escritor, e o que devemos pensar de seu suposto respeito pelo cristianismo, que na verdade se resume a isso: Que o cristianismo revelado nos escritos do Novo Testamento é o cristianismo judaico; ou seja, o cristianismo corrompido e adulterado com o judaísmo, que segundo ele é a pior religião do mundo. Mas o verdadeiro e genuíno cristianismo é o deísmo cristão, a ser aprendido não dos escritos do Novo Testamento, mas do Volume da Natureza, do próprio peito de cada pessoa, dos céus, da terra e especialmente das criaturas brutas, os instrutores genuínos e não corrompidos no cristianismo de nosso autor. Assim, os "Senhores que se atribuem o título de deístas parecem determinados a partir de agora serem chamados também de verdadeiros cristãos. Aqueles que consideram o Novo Testamento como divinamente inspirado e o recebem como a regra de sua fé, e obtêm sua religião a partir daí, devem ser chamados de cristãos judeus, que apenas colocam uma estranha mistura de religiões inconsistentes no mundo em nome do cristianismo; enquanto esses deístas cristãos o ensinam em sua pureza e, para propagar o cristianismo puro e não corrompido, fazem o máximo para descartar os escritos do Novo Testamento, ou seja, os escritos que nos dão um relato das doutrinas ensinadas por Cristo e seus apóstolos. Mas como esses senhores não nos permitem o título honroso de cristãos, é justo que nos deixem o de Pensadores Livres, para o qual realmente acho que os defensores da Revelação do Evangelho têm uma pretensão muito mais justa do que eles.

### Fundação cristã
O deísmo cristão combina perspectivas deísticas com princípios cristãos. Os deístas cristãos acreditam que Jesus Cristo era um deísta. Eles sustentam que Jesus ensinou duas leis fundamentais de Deus para a humanidade. A primeira lei é que a vida provém de Deus e devemos vivê-la conforme a vontade divina, como ilustrado na parábola dos talentos. A segunda lei é que Deus deseja que os seres humanos vivam em amor uns pelos outros, conforme exemplificado na parábola do bom samaritano.
Jesus resumiu dois "mandamentos" básicos ou leis de Deus como "amor a Deus e amor ao próximo". Esses dois mandamentos, segundo o deísmo cristão, eram conhecidos por Jesus a partir das escrituras hebraicas, mas Jesus expandiu a definição de "próximo" para incluir todas as pessoas relacionadas ao mundo natural. "Amor a Deus" significa ter uma apreciação por Deus como o criador do mundo e a fonte da vida humana. "Amor ao próximo" significa ter uma apreciação pelo valor de cada vida humana. Estes não são mandamentos ou "verdades" que Jesus recebeu através de alguma "revelação" sobrenatural, de acordo com o deísmo cristão. Em sua "parábola do semeador", Jesus ensinou que a "palavra de Deus" é conhecida naturalmente porque é semeada "no coração" de todos. Por exemplo, o apóstolo Paulo, que era judeu, reconheceu que as leis de Deus são conhecidas naturalmente por todos. Paulo escreveu: "Quando os gentios (não judeus), que não têm a (Lei Mosaica), fazem naturalmente o que a lei exige, eles são lei para si mesmos, embora não tenham a lei. Eles mostram que o que a lei exige está escrito em seus corações" (Romanos 2:14-15). Portanto, o deísmo cristão é baseado na apreciação por toda a criação e na apreciação por cada vida humana.
Nos seus ensinamentos, Jesus recorria a exemplos do mundo natural e da condição humana para elucidar verdades fundamentais sobre a vida. Nas suas parábolas, ele fazia referência a sementes de mostarda, trigo, joio, redes de pesca, pérolas, vinhas, figueiras, sal, luz de vela e ovelhas para ilustrar seus pontos. Além disso, Jesus utilizava metáforas da natureza humana para instruir sobre conceitos como arrependimento, perdão, justiça e amor.
Jesus chamou as pessoas a seguirem as leis de Deus, ou mandamentos, para que o "reino de Deus" pudesse vir "na terra como é no céu". Enquanto Jesus pregava as "boas novas", ou evangelho, de que o "reino de Deus está próximo", os deístas cristãos acreditam que os romanos viam Jesus como um revolucionário judeu buscando libertar os judeus do domínio romano. Jesus se recusou a parar de pregar seu "evangelho" mesmo sabendo que estava arriscando a crucificação, a punição romana usual para os revolucionários. Jesus chamou seus seguidores a correrem o mesmo risco, "Se alguém quiser vir após mim, negue-se a si mesmo, tome a sua cruz e siga-me. Pois quem quiser salvar a sua vida perdê-la-á; mas quem perder a sua vida por amor de mim e do evangelho, salvá-la-á" (Marcos 8:34-35).
Após a crucificação de Jesus, a cruz passou a representar o compromisso com a realização do "reino de Deus" neste mundo. Os deístas cristãos estão dedicados a obedecer às leis naturais de Deus, que são resumidas nos dois "mandamentos" de amar a Deus e amar o próximo.

## Diferentes escolas de pensamento
Dentro da concepção de um deísmo cristão, há uma ampla gama de pensamentos que abrange desde modelos clássicos de deísmo até o pandeísmo, com uma simples reverência pela mensagem de tolerância associada ao ensinamento humano de Jesus, até a crença em Jesus como uma espécie de figura divina naturalmente emergente, um produto místico dos processos racionais de um universo ordenado. Um exemplo da diversidade presente no deísmo cristão pode ser observado nesta crítica à posição:
Um deísta cristão é alguém que argumenta que a religião cristã não passa de uma manifestação da religião natural. O deísta que é representado neste texto fala com grande presunção, como muitas vezes fazem os ignorantes: ele admite não ter conhecimento das línguas antigas nem da história, o que se torna evidente desde o início, não gerando boas expectativas em relação a Morgan, que é apresentado como o deísta. Morgan afirma com grande audácia que sua religião, baseada apenas na razão, é divina, enquanto considera o cristianismo como uma mera criação e artifício humano. Ele argumenta que desde sua introdução, ao longo das eras, o cristianismo tem sido visto como tal por um pequeno, porém oprimido grupo; que o caráter do judaísmo, não apenas humano, mas completamente diabólico, ainda está presente nos seguidores de uma fé cega; que o apóstolo Paulo foi o principal dos pensadores livres que não queriam se associar ao judaísmo e pregou o cristianismo em sua pureza, enquanto os outros apóstolos eram apenas líderes de um partido político que, no espírito do judaísmo, se juntaram a ele.

 

 O partido pauliniano mais livre, segundo a visão de Morgan, desde o início sempre foi perseguido e oprimido pelos outros; e embora os cristãos judeus depois tenham se separado e se dividido em várias seitas hostis, o mesmo espírito judaico intolerante ainda, em maior ou menor grau, os animava a todos, e eles não consentiam em renunciar ao serviço dos sacrifícios; este espírito deu origem a uma religião de sacerdotes entre todas essas seitas, que está imensuravelmente afastada da verdadeira religião. Além disso, Morgan não admite de forma alguma que suas opiniões se aproximem de qualquer forma de ateísmo, ou que seu objetivo seja defender algo semelhante a isso; ele sozinho, como alega, é um professor da verdadeira religião moral. Não será, portanto, surpreendente que uma parte de seu livro trate das formas públicas de adoração divina, e especialmente da oração. Por outro lado, seu Deísta Cristão não terá nada a ver com sacrifícios ou satisfação, nada com a morte vicária de Cristo, nada com sacrifícios e cerimônias, com graça ou eleição, que não depende do mérito da pessoa eleita.
Os deístas cristãos não veneram Jesus como Deus. No entanto, há divergências de opinião sobre a verdadeira natureza de Jesus, assim como variações na adesão à crença deísta tradicional e ortodoxa a respeito desse assunto. Existem duas posições teológicas principais.

### Jesus como o Filho de Deus
Dos deístas cristãos que consideram Jesus como o Filho de Deus (mas não Deus em si), o aspecto cristão de sua fé é retirado de três aspectos principais do pensamento cristão anterior.
Eles adotam uma visão modificada de Pelágio, que não há necessidade de ajuda divina para realizar boas obras e que a única "graça" necessária é a declaração da lei. Eles também sustentam uma versão suave da teoria moral da influência da filosofia da expiação. Eles combinam essas duas filosofias com certos aspectos da teologia unitarista clássica. Na verdade, o pensamento deísta convencional contribuiu para o surgimento do unitarismo em si, com as pessoas no século XIX cada vez mais se identificando como unitaristas em vez de deístas.

### Jesus como professor de moral
Os deístas cristãos que não reconhecem Jesus como filho de Deus rejeitam firmemente qualquer explicação ou teoria de expiação.
Diferentes teorias enfrentam graus variados de rejeição, sendo a teoria da substituição penal a mais fortemente contestada. Essa teoria postula que Jesus teve que morrer como um sacrifício para expiar a "pena de morte" da humanidade e salvá-la da "ira" de Deus. Além disso, os deístas cristãos não concebem Deus como um déspota arbitrário que envia calamidades e doenças para punir as pessoas na terra, tampouco planeja torturar indivíduos no "inferno" no futuro. Eles descartam tais concepções como manifestações do ódio humano e uma falha em reconhecer as leis naturais do amor divino pelos outros.
Os deístas cristãos se veem como seguidores, ou aprendizes, de Jesus porque ele ensinou os princípios naturais de Deus. Contudo, os deístas cristãos creem que Jesus era apenas humano. Ele enfrentou momentos de desapontamento, tristeza, raiva, preconceito, impaciência e desespero, assim como qualquer outra pessoa. Jesus nunca afirmou ser imaculado, mas estava empenhado em seguir os princípios naturais de Deus sobre o amor.

## Divergindo do cristianismo e do deísmo
O deísmo cristão pode diferir tanto do deísmo convencional quanto do cristianismo ortodoxo. Isso pode ocorrer ocasionalmente no mesmo assunto, mas na maioria das vezes, o deísmo cristão encontra concordância com um em um determinado tópico teológico, apenas para discordar no próximo tópico teológico.
O deísmo cristão se posiciona contra a doutrina da predestinação, que considera que tudo o que ocorre é determinado pela vontade de Deus, e tende a defender o conceito de livre arbítrio. João Calvino foi um proponente da teoria da predestinação, na qual Deus supostamente decide todos os acontecimentos, sejam bons ou maus. Os deístas cristãos afirmam que não é da vontade de Deus que alguém sofra doenças ou ferimentos, argumentando que muitas adversidades resultam de ações anteriores que levam a consequências específicas. Tais eventos negativos podem ser causados por interferências nos processos naturais, resultando em impactos negativos na vida, ou por interações humanas na Terra que geram condições desfavoráveis para outros. Os deístas cristãos acreditam que Deus concedeu à humanidade inteligência para curar várias doenças, mas não intervém diretamente para realizar curas sobrenaturais conforme solicitado. Eles creem que os seres humanos possuem a capacidade inata de colaborar e contribuir para o avanço de sociedades mais justas na Terra, seja por meio do conhecimento científico ou da iluminação espiritual. No entanto, alguns deístas cristãos também contestam vigorosamente a noção dominante do deísmo de que textos sagrados, como a Bíblia, não contêm verdades reveladas.